# Brussels Cycling Classic 2017
La 97e édition de la Brussels Cycling Classic a eu lieu le 2 septembre 2017. Elle fait partie du calendrier UCI Europe Tour 2017 en catégorie 1.HC.

## Présentation

### Équipes
Classée en catégorie 1.HC de l'UCI Europe Tour, la Brussels Cycling Classic est par conséquent ouverte aux UCI WorldTeams dans la limite de 70 % des équipes participantes, aux équipes continentales professionnelles, aux équipes continentales belges et à une équipe nationale belges.
| WorldTeams (9)- Quick-Step Floors - AG2R La Mondiale - FDJ - Lotto-Soudal - Astana - Bora-Hansgrohe - Team Sunweb - UAE Team Emirates - Trek-Segafredo Équipes continentales professionnelles (13)- Cofidis, Solutions Crédits - Delko Marseille Provence KTM - Wanty-Groupe Gobert - CCC Sprandi Polkowice - Direct Énergie - Fortuneo-Oscaro - Gazprom-RusVelo - Nippo-Vini Fantini - Roompot-Nederlandse Loterij - Sport Vlaanderen-Baloise - Verandas Willems-Crelan - WB-Veranclassic-Aqua Protect - Wilier Triestina-Selle Italia Équipe continentale- Cibel-Cebon |
| |

## Classements
Classement final:
| \| Classement général \| Classement général \| Classement général \| Classement général \| Classement général \| \| Coureur \| Coureur \| Pays \| Équipe \| Temps \| \| ------------------ \| ------------------ \| ------------------ \| ----------------------------- \| ------------------ \| \| 1er \| Arnaud Démare \| France \| FDJ \| 4 h 39 min 47 s \| \| 2e \| Marko Kump \| Slovénie \| UAE Team Emirates \| + 0 s \| \| 3e \| André Greipel \| Allemagne \| Lotto-Soudal \| + 0 s \| \| 4e \| Kenny Dehaes \| Belgique \| Wanty-Groupe Gobert \| + 0 s \| \| 5e \| Jasper Stuyven \| Belgique \| Trek-Segafredo \| + 0 s \| \| 6e \| Jasper De Buyst \| Belgique \| Lotto-Soudal \| + 0 s \| \| 7e \| Riccardo Minali \| Italie \| Astana \| + 0 s \| \| 8e \| Marco Canola \| Italie \| Nippo-Vini Fantini \| + 0 s \| \| 9e \| Manuel Belletti \| Italie \| Wilier Triestina-Selle Italia \| + 0 s \| \| 10e \| Davide Martinelli \| Italie \| Quick-Step Floors \| + 0 s \| |                   |           |                               |                 |
| |                   |           |                               |                 |
| Source : ProCyclingStats |                   |           |                               |                 |
| Classement général |                   |           |                               |                 |
| Coureur | Coureur           | Pays      | Équipe                        | Temps           |
| 1er | Arnaud Démare     | France    | FDJ                           | 4 h 39 min 47 s |
| 2e | Marko Kump        | Slovénie  | UAE Team Emirates             | + 0 s           |
| 3e | André Greipel     | Allemagne | Lotto-Soudal                  | + 0 s           |
| 4e | Kenny Dehaes      | Belgique  | Wanty-Groupe Gobert           | + 0 s           |
| 5e | Jasper Stuyven    | Belgique  | Trek-Segafredo                | + 0 s           |
| 6e | Jasper De Buyst   | Belgique  | Lotto-Soudal                  | + 0 s           |
| 7e | Riccardo Minali   | Italie    | Astana                        | + 0 s           |
| 8e | Marco Canola      | Italie    | Nippo-Vini Fantini            | + 0 s           |
| 9e | Manuel Belletti   | Italie    | Wilier Triestina-Selle Italia | + 0 s           |
| 10e | Davide Martinelli | Italie    | Quick-Step Floors             | + 0 s           |